# Ashtavakra Gita
L'Ashtavakra Gita (IAST: Aṣṭāvakragītā) est un poème mystique appartenant aux textes classiques de l'advaita (non-dualité), composé en sanskrit par un anonyme de l'école philosophique représentée par Śaṅkarācārya.

## Description
L'Ashtavakra Gita présente en vingt chapitres l'enseignement d'Aṣṭāvakra sous la forme d'un dialogue avec Janaka, roi de Videha.

## Datation
Radhakamal Mukerjee date la composition de cet écrit juste après celle de la Bhagavadgītā.

## Galerie

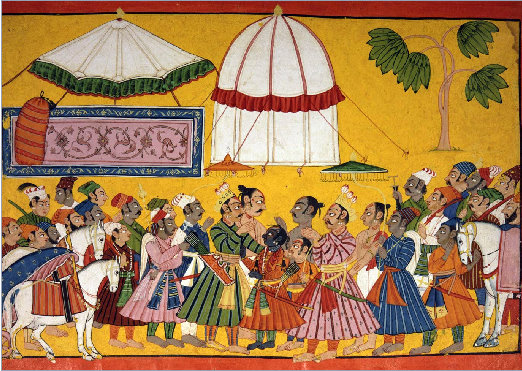
Janaka accueillant Rama et son père Dasharatha à Janakpur (peinture, vers 1700-1710).
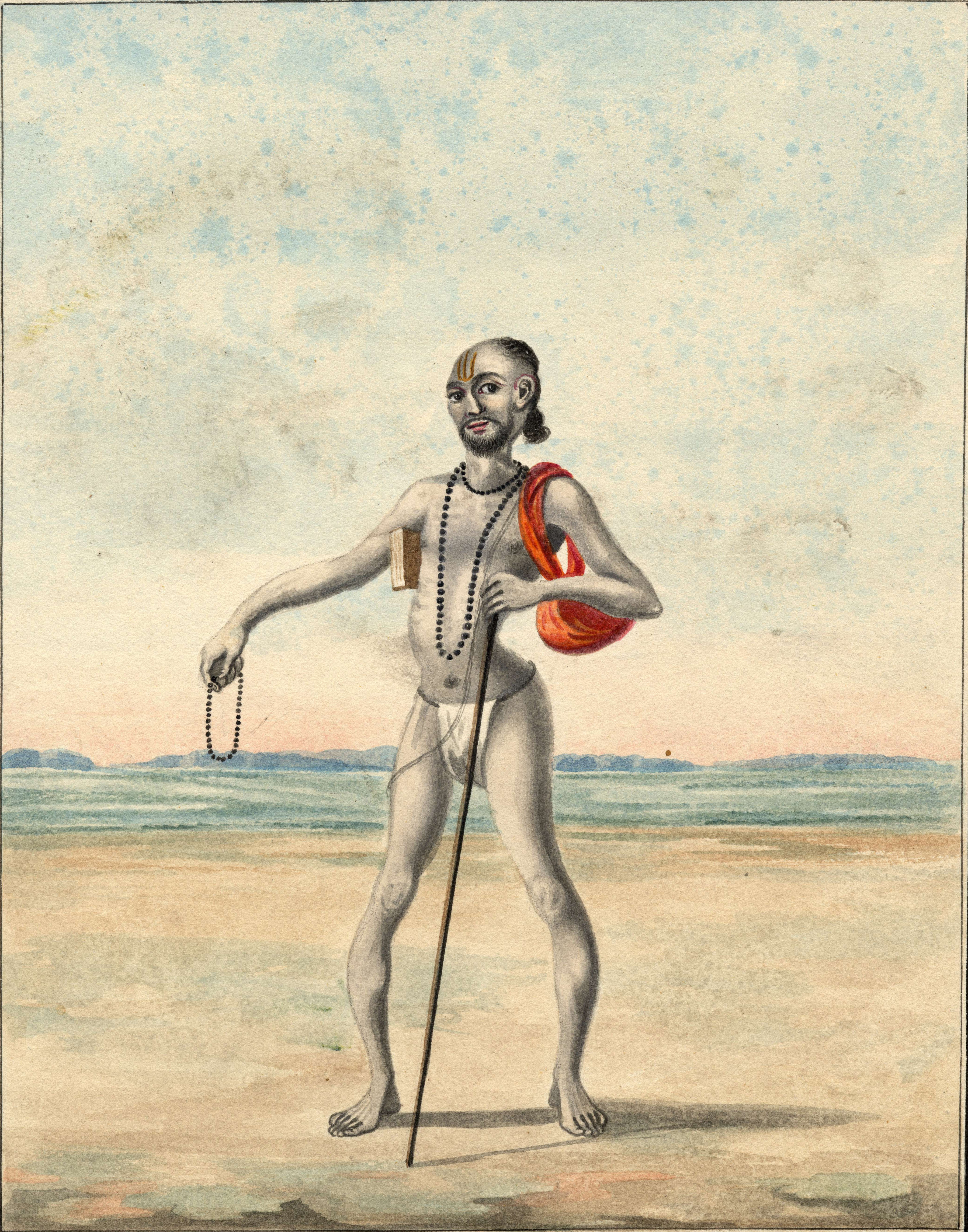
Ashtavakra.